# Crossopetalum theodes
Crossopetalum theodes là một loài thực vật có hoa trong họ Dây gối. Loài này được (Benth.) Kuntze mô tả khoa học đầu tiên năm 1891.